# Мамфорд, Лоренс Квинси
Ло́ренс Кви́нси Ма́мфорд (англ. Lawrence Quincy Mumford; 11 декабря 1903, Эйден, Северная Каролина, США — 15 августа 1982, Вашингтон, США) — американский библиотековед.

## Биография
Родился 11 декабря 1903 года в городе Эйден. После окончания средней школы в 1920 году поступил в Университет Дьюка. В 1925 году получил степень бакалавра, а три года спустя получил степень магистра. Окончил Колумбийский университет для получения степени бакалавра библиотековедения. Будучи студентом Университета Дьюка, работал там же библиотекарем, а также занимал ряд должностей в Нью-Йоркской публичной библиотеке. 
В конце 1930-х годов решил основать отдел обработки книг. Реализовал замысел в 1940 году в Библиотеке Конгресса США. Назначен заведующим отдела обработки книг. В 1945—1954 годах занимал должность заместителя директора. В 1954 году избран на должность директора, став 11-м директором данной библиотеки. Руководил ею двадцать лет, после чего ушёл на пенсию.
Скончался 15 августа 1982 года в Вашингтоне.

## Научные работы
Основные научные работы посвящены библиотековедению.

### Избранные научные труды
- John Y. Cole. Jefferson's Legacy: A Brief History of the Library of Congress -- Librarians of Congress. Library of Congress (30 марта 2006). Дата обращения: 15 декабря 2008.
- Benjamin E. Powell, “Lawrence Quincy Mumford, twenty years of progress”, The Quarterly Journal of the Library of Congress; 1976, Vol 33, p S.269-287.
- Art Plotnik, “Twenty years on the Hill; An Anniversary Interview with L. Quincy Mumford, Librarian of Congress: 1954 to the present (1974)”, Wilson Library Bulletin; Jan 1974, Vol. 48 Issue 5, pages 388-404.
- Lawrence Q. Mumford, Inaugural Address ALA, July 1954, quoted in “Mumford Retires”, American Libraries; Mar 75, Vol. 6 Issue 3, p137.
- Lawrence Q. Mumford, Inaugural Address ALA, July 1954, quoted in Peggy Sullivan, “Speaking Across a Century”, American Libraries; Jun/Jul 2007, Vol 38 Issue 6, p78-80.
- "Mumford Retires”, American Libraries; Mar 75, Vol. 6 Issue 3, p137.
- Wilder Medal, “The Laura Ingalls Wilder Award”, Association for Library Service to Children, American Library Association, https://www.ala.org/ala/alsc/awardsscholarships/literaryawds/wildermedal/wildermedal.htm

## Членство в обществах
- Президент Американской библиотечной ассоциации (1954-55).
- Президент Библиотечной ассоциации штата Огайо (1947-48).
- Президент Общества рукописей (1968-77).
- Член многих других консультационных советов и научных обществ.